# Haine (Ebersbach)

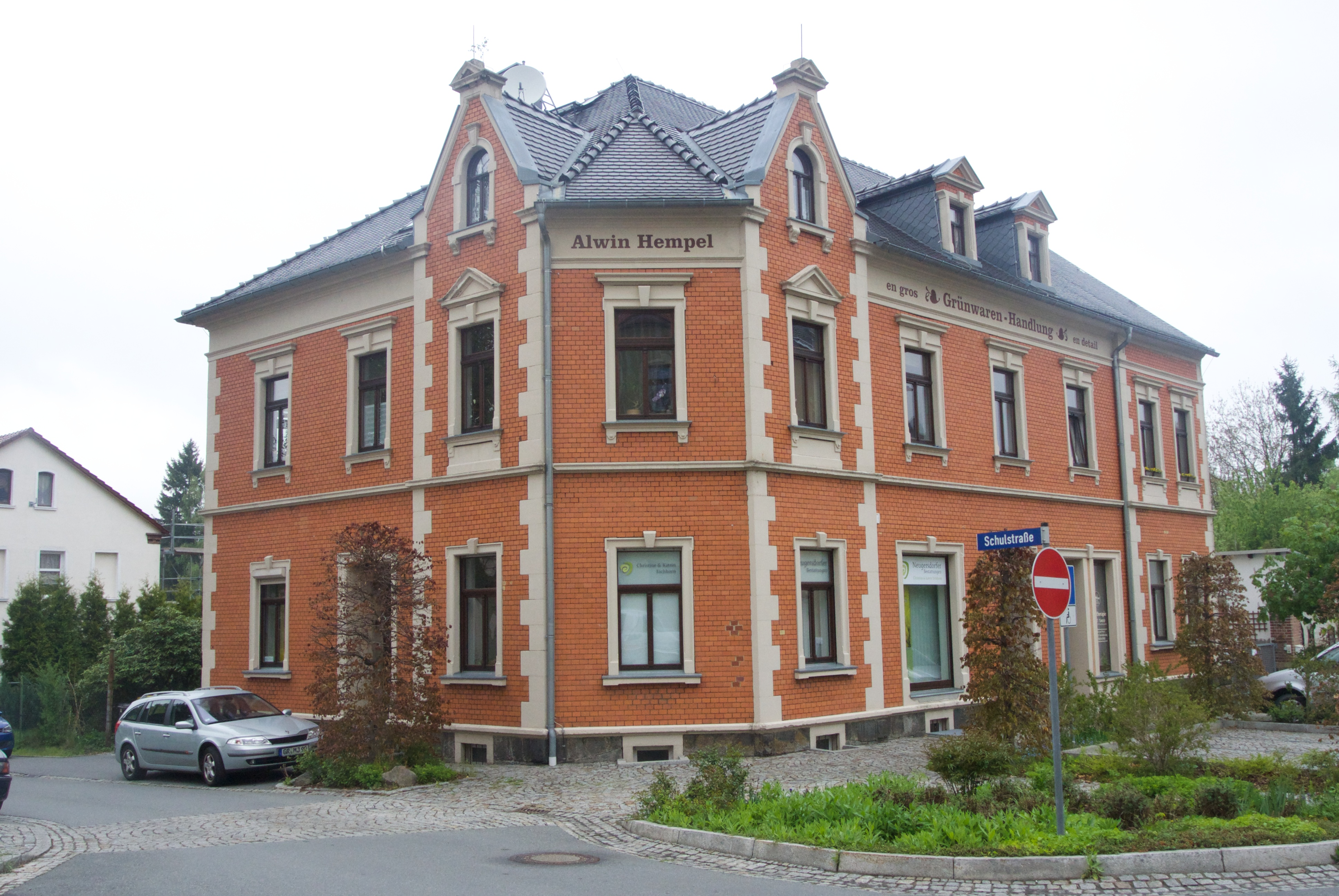
Wohnhaus Schulstraße 4

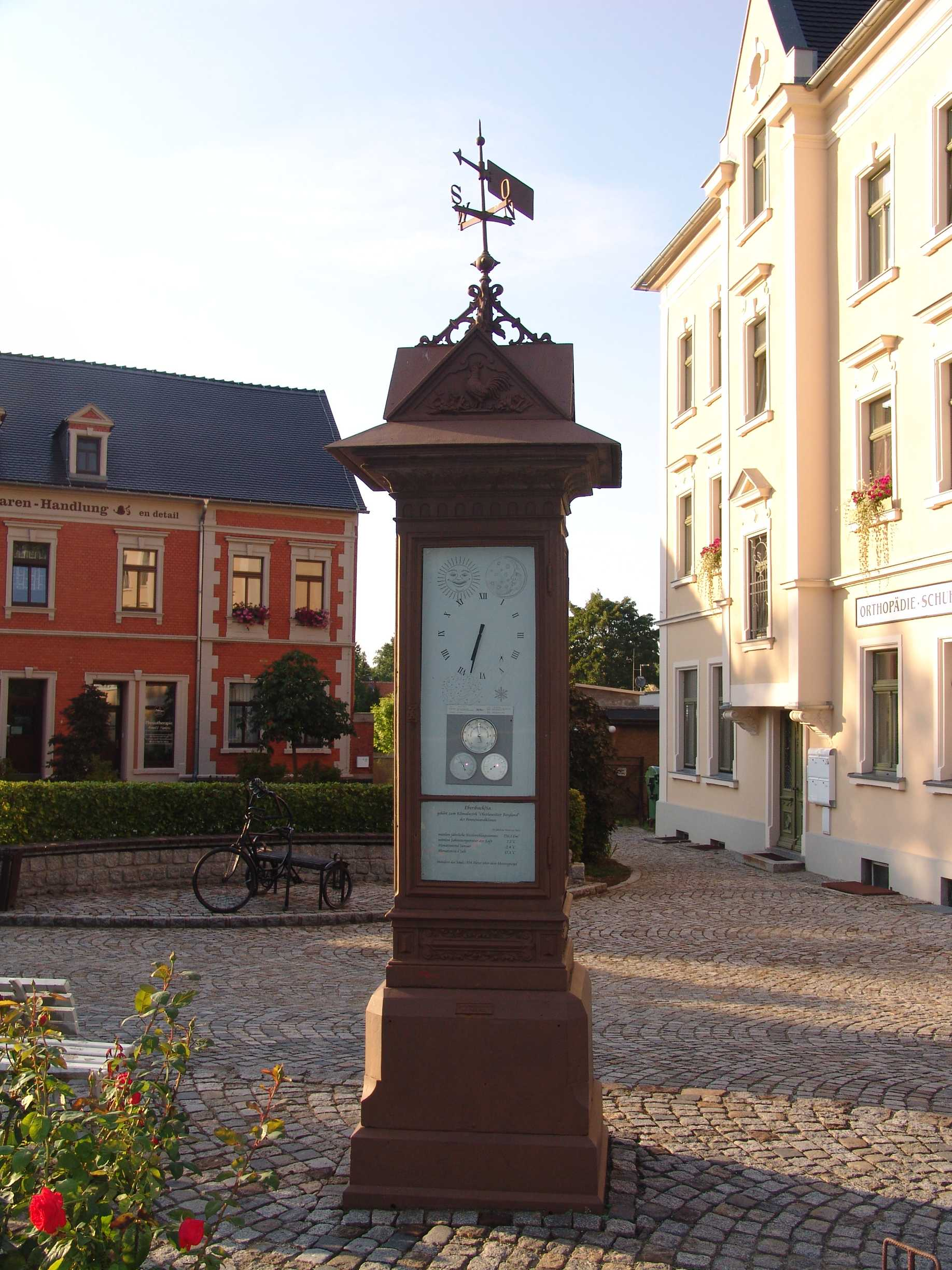
Städtische Bebauung in der Bahnhofstraße

Die Haine ist ein Gemeindeteil des Ortsteils Ebersbach/Sa. der Stadt Ebersbach-Neugersdorf im Landkreis Görlitz.

## Geografie

### Lage
Die Haine liegt an der Grenze zu Tschechien im südlichen Teil des Landkreises im Östlichen Oberlausitzer Bergland in der Östlichen Oberlausitz. Der Ort erstreckt sich hauptsächlich am Osthang des Hainberges (400 m ü.NN) wird im Osten und Norden von der Bahnstrecke Oberoderwitz–Wilthen, im Westen vom Ritterbachtal und im Süden von der tschechischen Grenze umschlossen. Östlich erhebt sich der Schlechteberg (485 m ü.NN).

### Nachbarorte
| Hempel         | Ebersbach-Niederdorf                        | Ebersbach-Oberdorf     |
| Altgeorgswalde | Kompassrose, die auf Nachbargemeinden zeigt | Neue Sorge, Kesselrand |
| Altgeorgswalde | Wiesenthal                                  | Spreedorf              |

### Straßen
Der Gemeindeteil besteht aus den Straßen Marktstraße, Bahnhofstraße, Georgswalder Straße, Röntgenstraße, Haineweg, Brunnenstraße, Hohe Straße, Mittelstraße, Königswalder Straße, Friedersdorfer Straße, Hainbergstraße, Schulstraße, Mittelstraße, Gartenstraße, Dammstraße und Neusalzaer Straße.

## Geschichte

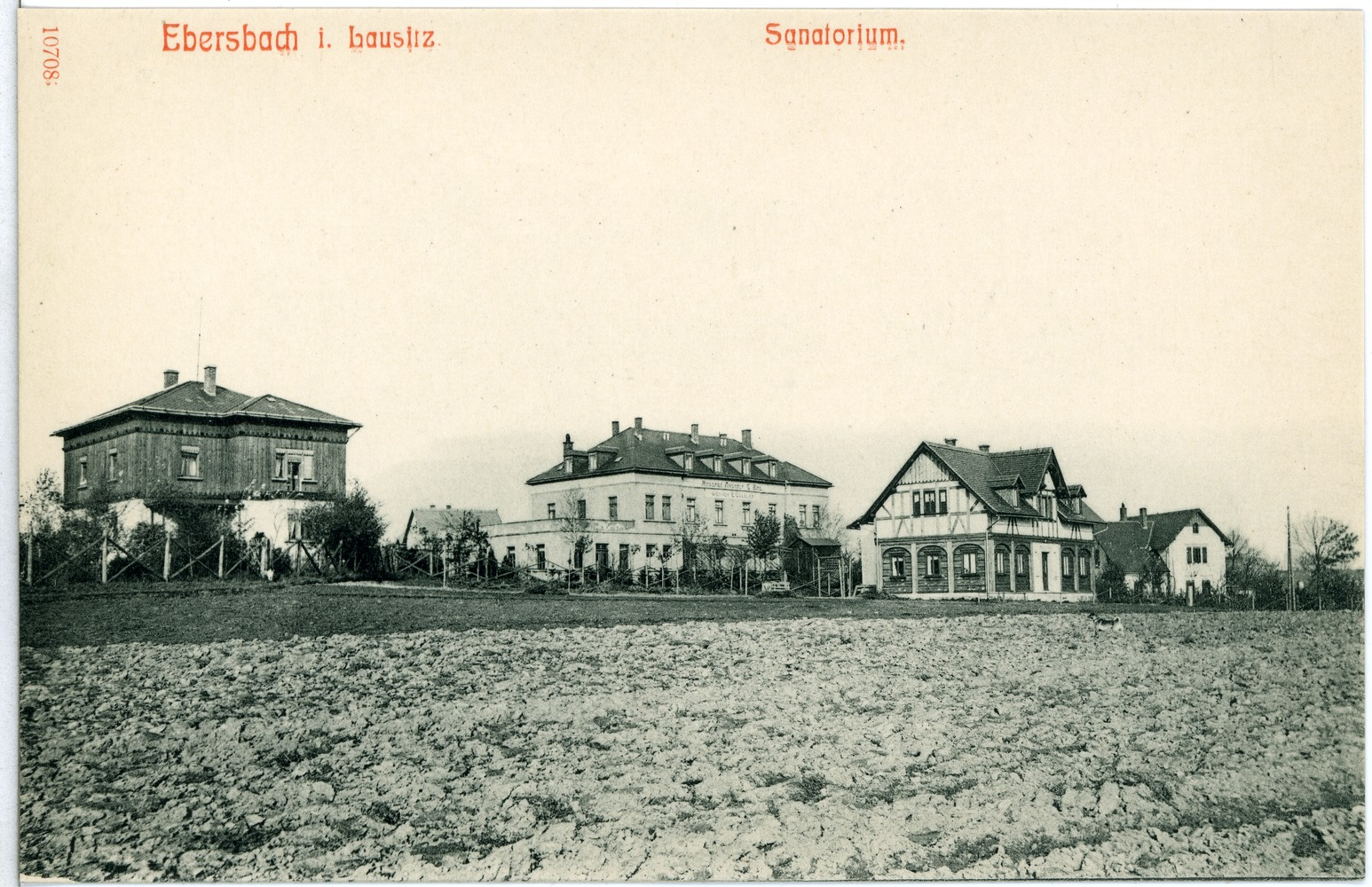
Sanatorium Ebersbach (1909)

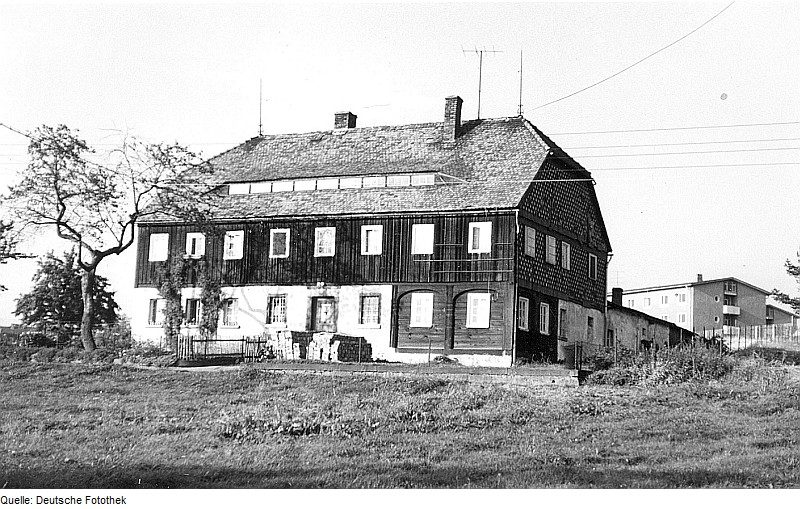
Ehemaliges Gehöft „Georgswalder Str. 11“, genannt Hainbergwindmühle (1965)

Die erste urkundlichen Erwähnung des damals noch unbesiedelten Hainberggebietes erfolgte 1569 als „Schöpsenhaine“. Das Plateau zwischen der Spree und dem Ritterbach diente zu dieser Zeit den Schafhirten des Georgswalder Hofes als Weideplatz.
1703 entstand das erste Haus auf dem Hainberg. Im Laufe des 18. Jahrhunderts ließ der Rat zu Zittau die Fluren des Mundgutes Ebersbach parzellieren und besiedeln. Die ersten dieser neuen Häuser entstanden in der Nähe des heutigen Marktplatzes.
Nach der Spaltung der Gemeinde Ebersbach im Jahre 1839 war die Haine ein Ortsteil der Gemeinde Neuebersbach und wurde zu deren Zentrum ausgebaut. 1873 nahm die grenzüberschreitende Eisenbahn von Löbau nach Backofen den Verkehr auf, am westlichen Ortsrand wurde im Spreetal der Gemeinschaftsbahnhof Georgswalde-Ebersbach errichtet. 1877 vereinigten sich die Gemeinden Altebersbach und Neuebersbach wieder zu einer Gemeinde Ebersbach.
Auf der sich westlich sich über der Haine erhebenden kleinen Kuppe war 1871 eine Windmühle errichtet worden, die bis 1890 bestand. Nach der Mühle war danach das Umgebindehaus „Georgswalder Str. 11“ als „Hainbergwindmühle“ benannt, es besteht heute nicht mehr.
Im letzten Viertel des 19. Jahrhunderts setzte an der Haine wegen der verkehrsgünstigen Lage in der Nähe des Bahnhofs ein Bauboom ein. 1884 wurde in der Haine eine Russische Dampfbadeanstalt eingerichtet. Mit der 1899 auf dem Grundstück der Dampfbadeanstalt erbauten Hainschule erhielt der Ortsteil ein eigenes Schulgebäude. Im selben Jahre entstand auf der Kuppe am südwestlichen Ortsrand – unmittelbar an der böhmischen Grenze – ein Sanatorium mit Kurbadeanstalt.
Die Bebauung dehnte sich seit der Jahrhundertwende auf den gesamten Ost- und Südosthang des Hainberges aus. Westlich und nordwestlich des Bahnhofes entstanden von Gärten und Parkanlagen umgebene Wohnhäuser. Jenseits des Zollhauses, auf böhmischem Gebiet, wurden drei Fabriken erbaut. In den Jahren 1929 bis 1930 wurde an Stelle des Sanatoriums das Kreiskrankenhaus errichtet.
Das Kreiskrankenhaus Ebersbach wurde zu DDR-Zeiten zu einem regionalen medizinischen Versorgungszentrum des Oberlandes ausgebaut, an das fünf Polikliniken in Ebersbach, Neugersdorf, Neusalza-Spremberg und Oppach sowie zwei Ambulanzen in Eibau und Oberoderwitz angeschlossen waren. Heute ist es einer der beiden Standortes des Klinikums Oberlausitzer Bergland.
Die Hainschule war in der DDR die Polytechnische Oberschule des II. Bezirks in Ebersbach. Seit 2003 wird sie vom privaten Schulträgerverein Schkola unter dem Namen „Schkola Oberland“ als Grund- und Mittelschule sowie Gymnasium in freier Trägerschaft betrieben. Mit der 2011 erfolgten Städtefusion von Ebersbach mit Neugersdorf zur Stadt Ebersbach-Neugersdorf wurde Haine als Stadtteil gestrichen.

### Verwaltungszugehörigkeit
1777: Budissiner Kreis, 1843: Landgerichtsbezirk Löbau, 1856: Gerichtsamt Ebersbach, 1875: Amtshauptmannschaft Löbau, 1952: Kreis Löbau, 1994: Landkreis Löbau-Zittau, 2008: Landkreis Görlitz

## Ortsbild
Die Haine ist ein bedeutendes Wohngebiet und Geschäftszentrum von Ebersbach. Im Ort sind zahlreiche Umgebindehäuser erhalten. Das Wohngebiet um den Bahnhof Ebersbach wird von teils villenartigen, von Grünanlagen umgebenen Wohngebäuden geprägt. Auf dem, den Ort nordwestlich überragenden Hainberg befindet sich das Hotel Hainberg. Am südöstlichen Fuße des Hainberghanges liegt der Bahnhof Ebersbach (Sachs).

## Persönlichkeiten
- Richard Wünsche (1898–1957), Direktor der Hainschule und Leiter der Ebersbacher Edelroller